# Liste des communes françaises du Pas-de-Calais ayant changé de nom au cours de la Révolution
Pour un article plus général, voir Liste des communes françaises ayant changé de nom au cours de la Révolution.
Cet article présente la liste des communes françaises du Pas-de-Calais ayant changé de nom au cours de la Révolution. 

## Pas-de-Calais
Les noms des communes qui ont conservé leur nom révolutionnaire sont surlignés en bleu ciel.
| Commune                                                              | Nom révolutionnaire      | Notice Ehess-Cassini |
| -------------------------------------------------------------------- | ------------------------ | -------------------- |
| Ablain-Saint-Nazaire                                                 | Ablain-la-Montagne       | no 57                |
| Airon-Notre-Dame                                                     | Airon-les-Lois           | no 298               |
| Airon-Saint-Vaast                                                    | Airon-la-République      | no 299               |
| Aix-en-Ergny                                                         | non concernée            | no 316               |
| Aix-en-Gohelle (devenue Aix-Noulette)                                | non concernée            | no 326               |
| Auchy-les-Moines                                                     | Auchy-lès-Hesdin         | no 1717              |
| Auchy-les-Moines                                                     | Auchy-sur-Ternoise       | no 1717              |
| Auxi-le-Château                                                      | Auxy-la-Réunion          | no 2081              |
| Avesnes-le-Comte                                                     | Avesne-l'Égalité         | no 2162              |
| Bailleul-Sir-Berthoult                                               | Bailleul-la-Liberté      | no 2413              |
| Beaumerie-Saint-Martin                                               | Beaumerie                | no 3213              |
| Bertincourt                                                          | non concernée            | no 3887              |
| Biache-Saint-Vaast                                                   | Biache-sous-Scarpe       | no 4170              |
| Boiry-Saint-Martin                                                   | Boiry-la-Montagne        | no 4619              |
| Boiry-Sainte-Rictrude                                                | Boiry-l'Égalité          | no 4621              |
| Boisleux-Saint-Marc                                                  | Léanette                 | no 4613              |
| Boisleux-Saint-Marc                                                  | Liauwette                | no 4613              |
| Bouin (devenue Bouin-Plumoison)                                      | Bouin-Beaurepaire        | no 5144              |
| Boulogne-sur-Mer                                                     | Port-de-l'Union          | no 5200              |
| Cavron-Saint-Martin                                                  | Cavron-l'Unité           | no 7315              |
| Comté (La)                                                           | Rochelle-sur-Lawe        | no 10054             |
| Conchil-le-Temple                                                    | Conchil-sur-Authie       | no 10067             |
| Courcelles-le-Comte                                                  | Courcelles-la-Liberté    | no 10635             |
| Dommartin (partagée entre Tortefontaine, Raye-sur-Authie et Mouriez) | Liberté                  | no 11985             |
| Écoust-Saint-Mein                                                    | Écoust-Lougastre         | no 12465             |
| Gouy-en-Artois                                                       | Gouy-la-Loi              | no 15881             |
| Hénin-Liétard (réunie à Hénin-Beaumont)                              | L'Humanité               | no 16935             |
| Hesdin                                                               | Le Pelletier-sur-Canche  | no 17079             |
| Hesdin-l'Abbé                                                        | Hesdin-au-Bois           | no 17080             |
| Huby-Saint-Leu                                                       | Mont-Blanc               | no 32974             |
| Marconne                                                             | Fontaine-Libre           | no 21091             |
| Marquise                                                             | Beaupré                  | no 21342             |
| Mont-Saint-Éloi                                                      | Mont-la-Liberté          | no 23862             |
| Montreuil                                                            | Montagne-sur-Mer         | no 23805             |
| Nempont-Saint-Firmin                                                 | Nampont-la-Fraternité    | no 24519             |
| Neuville-Saint-Vaast                                                 | Neuville-l'Égalité       | no 24917             |
| Neuville-Vitasse                                                     | Neuville-la-Liberté      | no 24935             |
| Nouvelle-Église                                                      | La Barrière              | no 25274             |
| Oppy                                                                 | Oppy-la-Liberté          | no 25632             |
| Richebourg-l'Avoué (réunie à Richebourg)                             | Richebourg-l'Égalité     | no 29103             |
| Richebourg-Saint-Vaast (réunie à Richebourg)                         | Richebourg-la-Fraternité | no 29104             |
| Rumilly-le-Comte                                                     | Rumilly                  | no 30049             |
| Rumilly-le-Comte                                                     | Rumilly-Beaussart        | no 30049             |
| Sains-lès-Fressin                                                    | Les Fressins-Pelletier   | no 30209             |
| Sains-lès-Fressin                                                    | L'Harmonie               | no 30209             |
| Saint-Amand                                                          | L'Union                  | no 30315             |
| Saint-Aubin (devenue Anzin-Saint-Aubin)                              | Commune-des-Frères-Unis  | no 30528             |
| Saint-Aubin                                                          | Aubin-la-Fontaine        | no 30495             |
| Saint-Denœux                                                         | Denœux-l'Inflexible      | no 31116             |
| Saint-Étienne (devenue Saint-Étienne-au-Mont)                        | Audisque                 | no 31627             |
| Saint-Folquin                                                        | Le Bas-Morin             | no 31784             |
| Saint-Georges                                                        | Georges-lès-Hesdin       | no 31907             |
| Saint-Georges                                                        | Georges-sur-Canche       | no 31907             |
| Saint-Josse                                                          | Bois-Fontaine            | no 32614             |
| Saint-Josse                                                          | Fontaines-aux-Bois       | no 32614             |
| Saint-Laurent-Blangy                                                 | Imercourt                | no 32816             |
| Saint-Léonard                                                        | Pont-de-Brique           | no 32964             |
| Saint-Martin-Boulogne                                                | La Montagne              | no 21455             |
| Saint-Martin-Boulogne                                                | Montagne-lès-Boulogne    | no 21455             |
| Saint-Martin-Boulogne                                                | Section de-la-Montagne   | no 21455             |
| Saint-Martin-Choquel                                                 | Chocquel-lès-Menneville  | no 21442             |
| Saint-Michel (devenue Saint-Michel-sous-Bois)                        | Bois-au-Mont             | no 33672             |
| Saint-Nicolas                                                        | La Fraternité            | no 33782             |
| Saint-Nicolas (réunie à Sainte-Marie-Kerque)                         | Libre-sur-Aa             | no 33787             |
| Saint-Omer                                                           | La Barrière              | no 33826             |
| Saint-Omer                                                           | Morin-la-Montagne        | no 33826             |
| Saint-Pierre-lès-Calais (réunie à Calais)                            | Dampierre-les-Dunes      | no 34088             |
| Saint-Pol-sur-Ternoise                                               | Pol                      | no 34254             |
| Saint-Rémy-au-Bois                                                   | L'Ami-de-la-Vertu        | no 28901             |
| Saint-Rémy-au-Bois                                                   | L'Amie-de-la-Vertu       | no 28901             |
| Saint-Venant                                                         | Pot-Vert ou Fort-Vert    | no 34905             |
| Sainte-Austreberthe                                                  | L'Égalité-sur-Canche     | no 31249             |
| Sainte-Austreberthe                                                  | Montagne-sur-Canche      | no 31249             |
| Tilloy-lès-Mofflaines                                                | Tilloy-aux-Fosses        | no 37664             |
| Vieil-Moutier                                                        | Prairie-la-Calique       | no 39804             |
| Vieille-Église                                                       | L'Indivisible            | no 39792             |
| Villers-Sir-Simon                                                    | Villers-la-Montagne      | no 40524             |